# Тереньга (усадьба)
Усадьба Е. М. Перси-Френч — бывшее имение дворян Киндяковых, которое находится на территории посёлка городского типа Тереньга Ульяновской области. С 1999 года — памятник градостроительства и архитектуры.

## История
Господский дом в с. Тереньга построен в середине XIX в. отставным генералом, тайным советником Александром Никифоровичем Скребицким. Кирпичи для здания поставляли его крестьяне, они же и строили дом. Вокруг дома был разбит парк, который был обнесён высокой кирпичной оградой. После смерти А. Н. Скребицкого долгие годы усадьбой владела его дочь Софья Александровна и её второй муж, шведский барон К. К. Стремфельдт. Бездетная чета, скрашивая унылые будни, не раз распахивала двери дома для многочисленных своих гостей. И тогда до утра в ярко освещённых комнатах горели свечи, звучала музыка и романсы, слышался весёлый смех и шелест кринолинов. С начала XX века тереньгульский дворец перешёл племяннице Стремфельдт, богатой симбирской помещице из рода Киндяковых Е. М. Перси-Френч. Любительница ружейной охоты, она наезжала в Тереньгу с толпой симбирских охотников, для которых близлежащие Подкуровские удельные дачи были любимым местом охотничьих забав. В годы первой мировой войны, являясь сопредседательницей Симбирского отделения Красного Креста, Е. М. Перси-Френч устроила на свои средства в тереньгульском имении госпиталь для раненых.
Во время революции усадьбу национализировали. В Гражданскую войну в барском доме располагался штаб генерал-лейтенанта В. О. Каппеля. Во время боёв в центральный купол дома попал артиллерийский снаряд, но позднее купол был восстановлен в своём первоначальном виде. После 1928 года в здании разместился Тереньгульский райисполком, затем школа крестьянской молодежи, с 1930-х годов — начальная школа, интернат для иногородних учащихся, затем — общеобразовательная школа. В 2003 году школа переехала в другое помещение. Дом постепенно разрушается.

## Описание
Господский дом расположен в центральной части районного посёлка Тереньга, на угловом участке пересечения двух улиц: Евстифеева (бывшая Песочная) и Ульяновской (бывшая Большая улица). Двухэтажный с подвалом, мансардой и бельведером дом построен на территории помещичьей усадьбы, сформировавшейся в середине XVIII — начале XX веков на правом берегу реки Тереньгульки, у почтового тракта Симбирск — Сызрань. Представляет собой выразительный образец усадебной жилой архитектуры второй трети XIX века в формах эклектики с использованием мотивов позднего классицизма.

## Современное состояние
- Распоряжением Главы администрации Ульяновской области № 959-р от 29.07.1999 г. «Усадьба загородная помещичья» включена в список выявленных объектов культурного наследия (памятников истории и культуры) Ульяновской области[1][2].

## Галерея

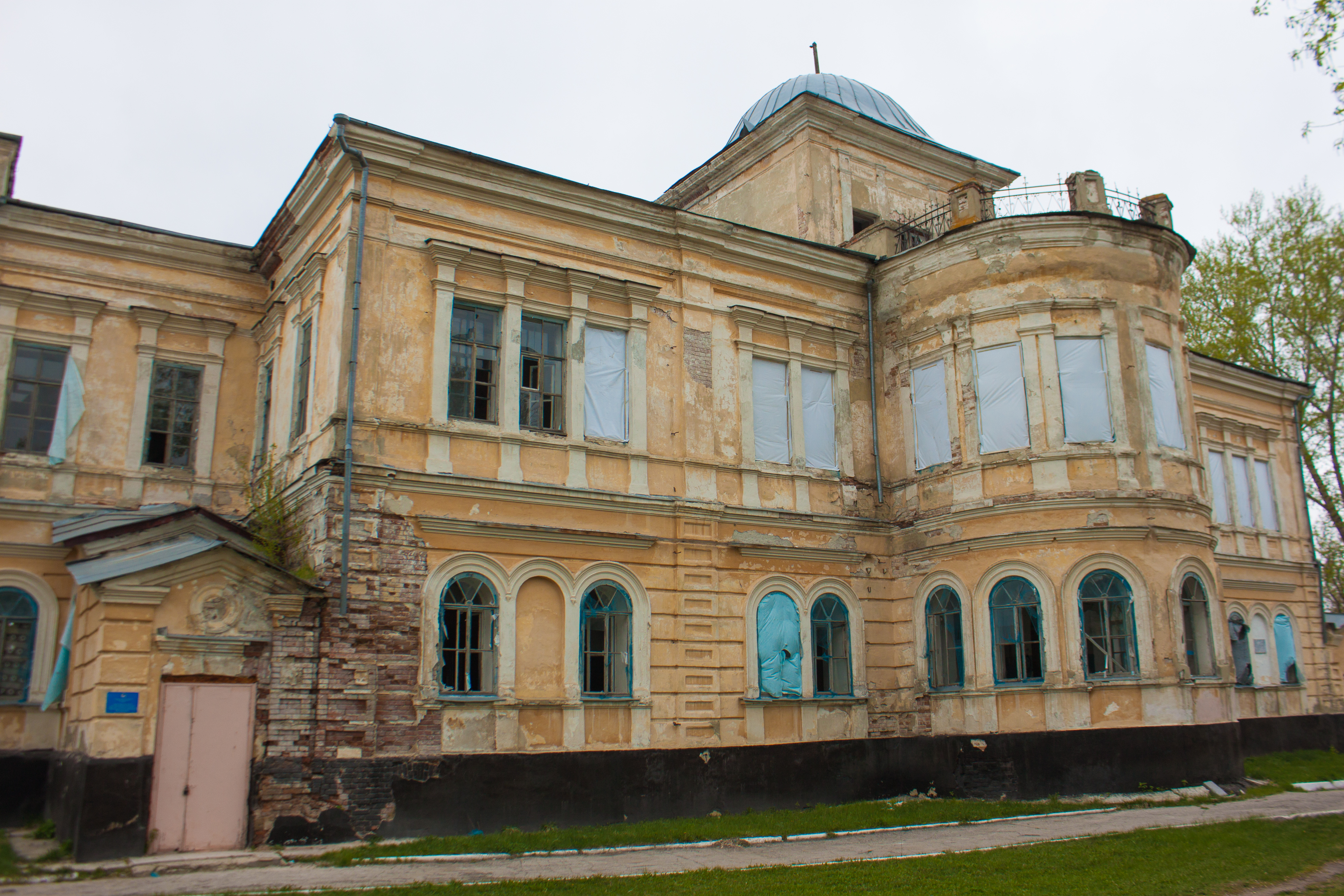
Усадьба в Тереньге (2016).
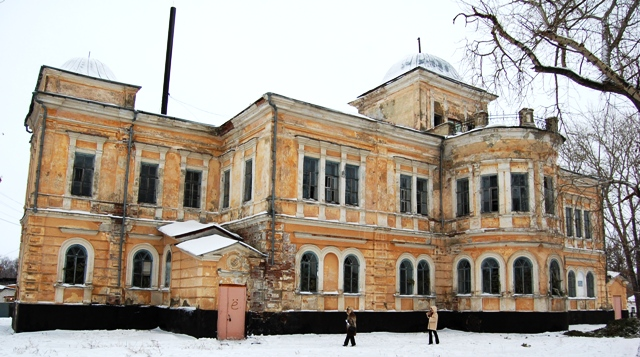
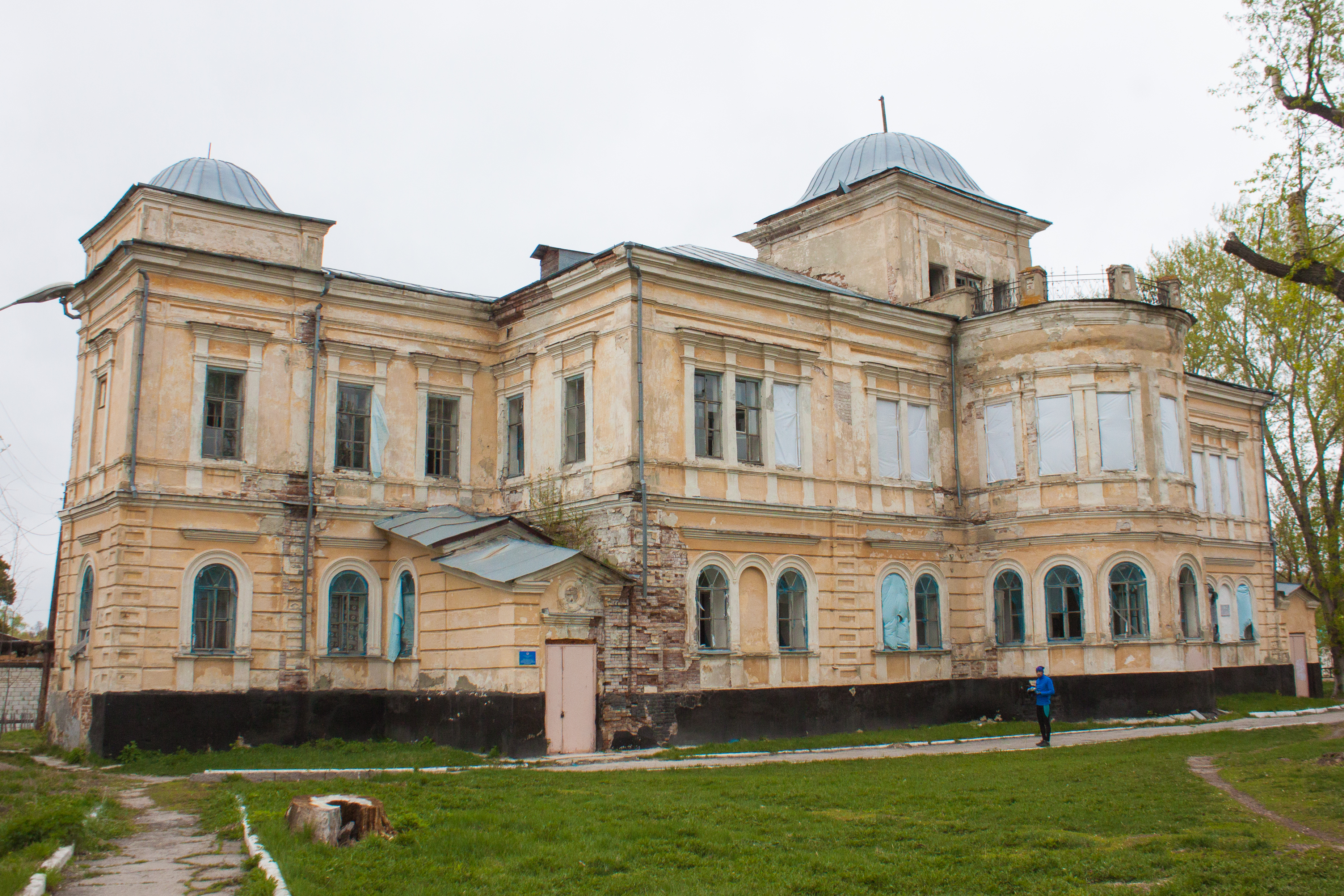